# توقف (جيولوجيا)

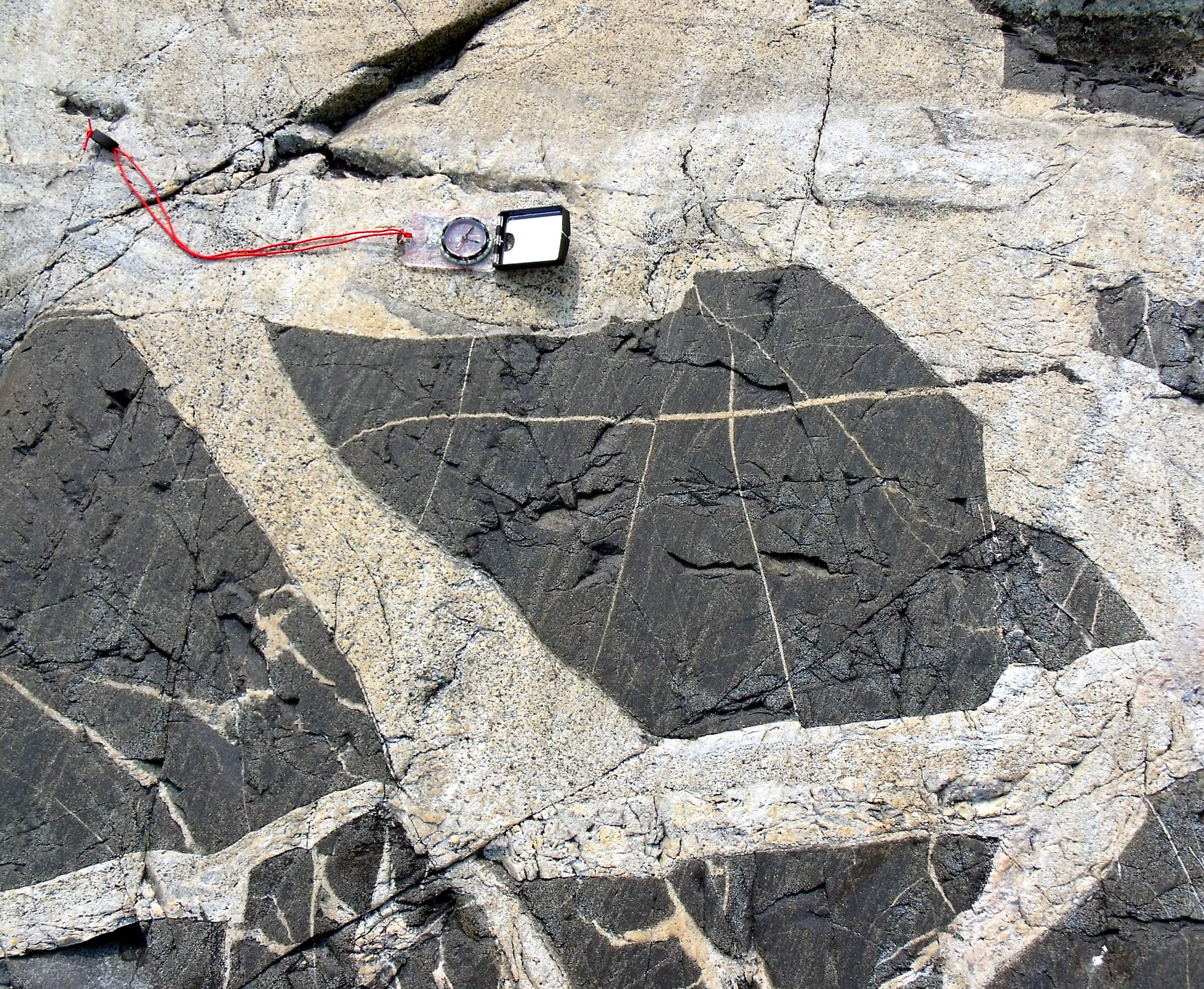
الجرانيت الأبيض يتطفل ويوقف البازلت الأسود .Whale Cove, Nunavut

.التوقف هو عملية تستوعب صعود الأجسام المنصهرة من مصادرها في الوشاح أو القشرة السفلية إلى السطح. تم تطوير هذه النظرية بشكل مستقل من قبل الجيولوجي الكندي Reginald Aldworth Daly والجيولوجي الأمريكي Joseph Barrell .
تشتمل العملية على التفكك الميكانيكي للصخور المحيطة بالدولة / المضيفة، عادة من خلال التكسير بسبب زيادة الضغط المرتبطة بالتوسع الحراري للصخور المضيفة بالقرب من الواجهة مع الصخر. وبمجرد تشكل الكسور، فإن الذوبان و/ أو المواد المتطايرة عادة ما تغزو، مما يؤدي إلى توسيع الكسر وتشجيع إنشاء الكتل الصخرية المضيفة (أي كتل متوقفة). وبمجرد تعليقها في الصهر، قد تغرق الكتل المتوقفة أو تطفو تبعاً لكثافة الكتلة نسبةً إلى ذوبان الصهر.بالإضافة إلى ذلك، فإن الكتل المغمورة داخل المصهور تخضع لمزيد من التكسير المستحث حرارياً والذي قد يفسر «نقص الأدلة» في كثير من الأحيان لعملية التوقف.